# Liriomyza umbrina
Liriomyza umbrina är en tvåvingeart som först beskrevs av Watt 1923.  Liriomyza umbrina ingår i släktet Liriomyza och familjen minerarflugor. Inga underarter finns listade i Catalogue of Life.